# Jared Irwin (Politiker, 1768)
Jared Irwin (* 19. Januar 1768 in Province of Georgia; † 20. September 1818 in Fernandina, Florida-Territorium) war ein britisch-amerikanischer Politiker. Zwischen 1813 und 1817 vertrat er den Bundesstaat Pennsylvania im US-Repräsentantenhaus.

## Werdegang
Jared Irwins genauer Geburtsort ist nicht überliefert. Auch über seine Schulausbildung gibt es keine Informationen. Im Jahr 1798 wurde er in seinem Heimatstaat Georgia zum Beauftragten für die Erfassung und Unterbringung von Sklaven im dortigen zweiten Verwaltungsbezirk ernannt. Später zog er nach Milton in Pennsylvania, wo er im Handel arbeitete. In den Jahren 1802 und 1803 war er dort auch Posthalter. Zwischen 1808 und 1812 amtierte er als Sheriff im Northumberland County. Er nahm auch als Oberst am Britisch-Amerikanischen Krieg von 1812 teil. Politisch wurde er Mitglied der Ende der 1790er Jahre von Thomas Jefferson gegründeten Demokratisch-Republikanischen Partei. Im Jahr 1811 saß er als Abgeordneter im Repräsentantenhaus von Pennsylvania.
Bei den Kongresswahlen des Jahres 1812 wurde Irwin im zehnten Wahlbezirk von Pennsylvania in das US-Repräsentantenhaus in Washington, D.C. gewählt, wo er am 4. März 1813 die Nachfolge von Aaron Lyle antrat. Nach einer Wiederwahl konnte er bis zum 3. März 1817 zwei Legislaturperioden im Kongress absolvieren. Diese waren anfangs noch von den Ereignissen des Britisch-Amerikanischen Krieges geprägt.
Nach dem Ende seiner Zeit im US-Repräsentantenhaus beteiligte sich Jared Irwin im Jahr 1817 am Aufbau einer kurzlebigen revolutionären Regierung auf Amelia Island im damals noch spanischen Florida. Wenig später fiel das Gebiet an die Vereinigten Staaten. Er starb am 20. September 1818 in Fernandina.